# Kumbizi
Kumbizi är ett vattendrag längs gränsen mellan Burundi och Tanzania, ett biflöde till Rugusye.